# Parquímetro

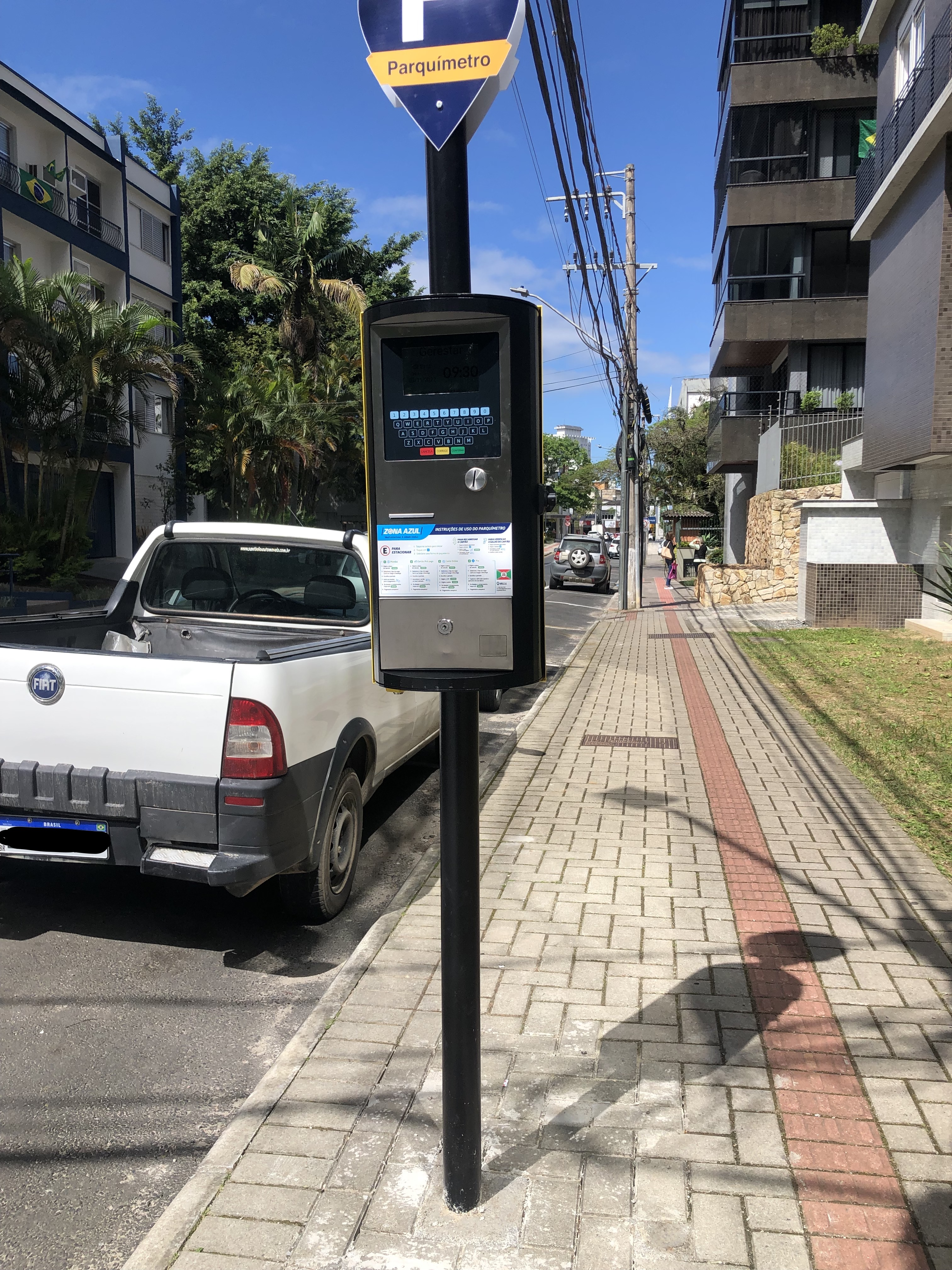
Um parquímetro moderno da cidade de Criciúma.

Parquímetro ou parcómetro é um um dispositivo eletromecânico ou eletrônico usado para controle de estacionamento rotativo em vias públicas.
Sistema com tíquetes de papel são o método mais comum de controle de estacionamento rotativo. Mas o propósito de ambos os sistemas é o mesmo, racionalizar o uso do solo em áreas adensadas, disciplinando o espaço urbano e permitindo maior oferta de estacionamento.
O parquímetro solar, valendo-se da mesma tecnologia e estética urbana, por exemplo da árvore solar, é a nova tendência nas cidades do mundo notáveis por adaptarem novas tecnologias; por exemplo em Seattle, Washington, nos Estados Unidos, e em Vancouver, no oeste do Canadá.
O primeiro parquímetro foi instalado em 16 de julho de 1935 em Oklahoma. A invenção é atribuída a Carl C. Magee.